# Jackpot (Nevada)
Jackpot é uma comunidade não incorporada no condado de Elko, estado do Nevada, nos Estados Unidos.O zip code da comunidade é 89825. Em 2010, Jackpot tinha uma população de 1.195 habitantes.. Fica a menos de uma milha (1,6 km) da  fronteira do estado de Idaho. Jackpot tem sido desde a sua fundação um popular destino devido à "indústria" de casino ali existente.
Jackpot fica localizada aproximadamente a 75 quilómetros de Twin Fall, estado do Idaho, um cidade com cerca de 40.000 habitantes.
Depois do estado de Idaho ter proibido todas as formas de jogo de casino em 1954, "Cactus Pete" Piersanti e  Don French deslocaram-se do estado de Idaho para o local onde é hoje Jackpot. Cactus Piersanti e French fundaram os  seus casinos que se chamavam Cactus Pete's e Horseshu Club respetivamente. Piersanti, em particular é creditado como o fundador da cidade e também o que terá batizado o lugar de Jackpot. Cactus Pete Piersanti começou a gerir também o casino Horseshu em 1964 fundando o Ameristar Casinos. The Ameristar-pertencente a Cactus Pete's e Horseshu, tal como o Barton's Club 93 e o Casino  Four Jacks, formam a base económica da cidade na atualidade.Coletivamente, a área de casinos é o maior empregador do sul do estado de Idaho.
Além da indústria de casinos, Jackpot tem as suas próprias escolas, campos de golf, e uma estação de coreios.

## Atrações
Jackpot tem cinco hotéis e vários motéis com casino.
- Barton's Club 93
- Cactus Pete's, pertencente à Ameristar Casinos, o maior hotel in Jackpot com 300 quartos.
- Four Jacks Hotel and Casino
- Horseshu Hotel and Casino, pertencente à Ameristar Casinos
- West Star Hotel and Casino

## Projetos
Em 2005, a empresa Triad Resorts anunciou planos para construir o Spanish Bit Resort and Casino, um resort com casino , um parque aquático e um centro de eventos a sul de Jackpot. O projeto foi entretanto abandonado quando o condado enganou-se, mas espera-se que seja reiniciado no futuro.